# Coleophora peisoniella
Coleophora peisoniella is een vlinder uit de familie kokermotten (Coleophoridae). De wetenschappelijke naam is voor het eerst geldig gepubliceerd in 1965 door Kasy.
De soort komt voor in Europa.